# Cardington (Ohio)
Cardington è un villaggio degli Stati Uniti d'America, situato nello stato dell'Ohio, in particolare nella contea di Morrow.